# Муции
Муциите (на латински: Mucii, gens Mucia) са прочута фамилия от плебейския gens Mucia на римската Република.
Името Муций (Mucius) и за жени Муция (Mucia) са техните имена.
Допълнително име (cognomen) на фамилията e Сцевола (Scaevola) (лява ръка).
Значителни членове на фамилията:
- Гай Муций Сцевола, 508 пр.н.е., митичен герой
- Квинт Муций Сцевола (консул 220 пр.н.е.), консул 220 пр.н.е.
- Квинт Муций Сцевола (претор 215 пр.н.е.)
- Публий Муций Сцевола (консул 175 пр.н.е.)
- Квинт Муций Сцевола (консул 174 пр.н.е.)
- Публий Муций Сцевола, консул 133 пр.н.е.
- Квинт Муций (трибун 133 пр.н.е.), народен трибун 133 пр.н.е.
- Публий Лициний Крас Див Муциан, Pontifex Maximus 132 пр.н.е.
- Публий Лициний Крас Муциан, консул 131 пр.н.е.
- Квинт Муций Сцевола (авгур), консул 117 пр.н.е.
- Квинт Муций Сцевола (понтифекс), консул 95 пр.н.е., понтифекс
- Квинт Муций Орестин, народен трибун 64 пр.н.е.
- Гай Лициний Муциан, суфектконсул 70 и 72 г.

Жени:
- Муция, дъщеря на Квинт Муций Сцевола (авгур) и Лелия Младша, омъжена за Луций Лициний Крас (консул 95 пр.н.е.)
- Муция Терция, дъщеря на Квинт Муций Сцевола (понтифекс) и Лициния Краса, омъжена за младия Марий и за Помпей Велики.